# جیوسوالا
جیوسوالا (به ایتالیایی: Giusvalla) یک کومونه در ایتالیا است که در استان ساونا واقع شده‌است.

## خصوصیات
جیوسوالا ۱۹٫۱ کیلومترمربع مساحت و ۴۳۹ نفر جمعیت دارد.